# Pearl Alcock
Pearl Alcock (1934 tại Jamaica - 2006, London, Anh)  là chủ sở hữu câu lạc bộ và nghệ sĩ, được biết đến như một nghệ sĩ người ngoài nước Anh.

## Cuộc sống và công việc
Alcock chuyển đến London từ Jamaica ở tuổi đôi mươi, từ bỏ cuộc hôn nhân của bà ở Jamaica. Lần đầu tiên tìm được công việc giúp việc, vào thập niên 1970, bà đã mở một cửa hàng quần áo trên đường Railton ở Brixton  và sau đó điều hành một quán cà phê  và một shebeen bất hợp pháp, phổ biến với cộng đồng đồng tính địa phương, cùng đường phố. Bản thân bà được biết đến là người lưỡng tính. Sau cuộc nổi dậy Brixton năm 1985, cả cửa hàng và quán bar của bà đều thất bại và bà thấy mình ở trong nhà thương và không đủ tiền mua thẻ sinh nhật cho một người bạn nên bà đã rút một cái. Alcock mô tả sự nhận thức này về sở trường của bà ấy để vẽ: Cẩu tôi điên cuồng vẽ nguệch ngoạc lên bất cứ thứ gì tôi đặt tay lên, bà ấy giải thích, bạn bè ngưỡng mộ những gì tôi đã làm và bắt đầu mang cho tôi tài liệu để sử dụng, đó là cách tôi bắt đầu." 
Monika Kinley, một trong những người ủng hộ Nghệ thuật Outsider hàng đầu của đất nước, mô tả bà là"một nhà thơ thị giác". Năm 2005, tác phẩm của bà được đưa vào triển lãm nghệ thuật đầu tiên của Tate Britain được thể hiện dưới thuật ngữ Outsider Art.
Mặc dù được đánh giá cao trong bối cảnh Nghệ thuật Outsider, tác phẩm của Pearl Alcock đã được đưa ra đấu giá nhiều lần và chỉ có một tác phẩm nghệ thuật được bán; đây là"Sông Thukela (Tugela)", đã nhận được $ 294 USD tại đấu giá Germann vào năm 2012.

## Triển lãm được chọn
- 2005: Nghệ thuật bên ngoài, Tate Britain, London [9]
- 1989: Ba nghệ sĩ Brixton: Pearl Alcock, George Kelly, Michael Ross, 198 Gallery, London [10]

## Cộng đồng Brixton LGBTQ
Việc sở hữu một chú chó của Alcock vẫn giữ một vị trí quan trọng chưa từng có trong bối cảnh Brixton LGBTQ vào thời điểm đó. Một người đàn ông da trắng tên Simon nhớ lại nơi này là trung tâm tương tác của cả dân số đen và trắng LGBTQ địa phương:
Luôn luôn nặng nề... một không gian có kích thước như thế này chật ních người nhảy múa, và cuối cùng sẽ có một quán bar bán Heineken hoặc các loại cocktail, martini, v.v... chỉ có một hoặc hai phụ nữ ở đó, về Tôi cho rằng đàn ông da đen 80%, tôi cho là 20% da trắng. Những kẻ đen mà sẽ đi đến Pearl... có lẽ một nửa trong số họ sẽ được trong một mối quan hệ với một người da trắng, và một nửa sẽ được trong một mối quan hệ với một người da đen." 